# Hippadenella margaritifera
Hippadenella margaritifera is een mosdiertjessoort uit de familie van de Buffonellidae. De wetenschappelijke naam van de soort is, als Flustra margaritifera, voor het eerst geldig gepubliceerd in 1824 door Quoy & Gaimard.